# Ein Elkorum
Ein Elkorum (tiếng Ả Rập: عين الكروم) là một ngôi làng Syria nằm ở Al-Suqaylabiyah Nahiyah ở huyện Al-Suqaylabiyah, Hama. Theo Cục Thống kê Trung ương Syria (CBS), Ein Elkorum có dân số 3929 trong cuộc điều tra dân số năm 2004.